# Diploderma daochengense
Diploderma daochengense — вид ігуаноподібних ящірок родини агамових (Agamidae). Ендемік Китаю. Описаний у 2022 році.

## Поширення і екологія
Diploderma daochengense відомі з чотирьох місцевостей, розташованих в повіті Даочен та у Мулі-Тибетському автономному повіті в горах Шалулішань на заході провінції Сичуань. Вони живуть в широколистяних тропічних лісах в долинах річок Шуйлохе і Мулі, на узліссях та в чагарникових заростях.